# Cartucho bean bag

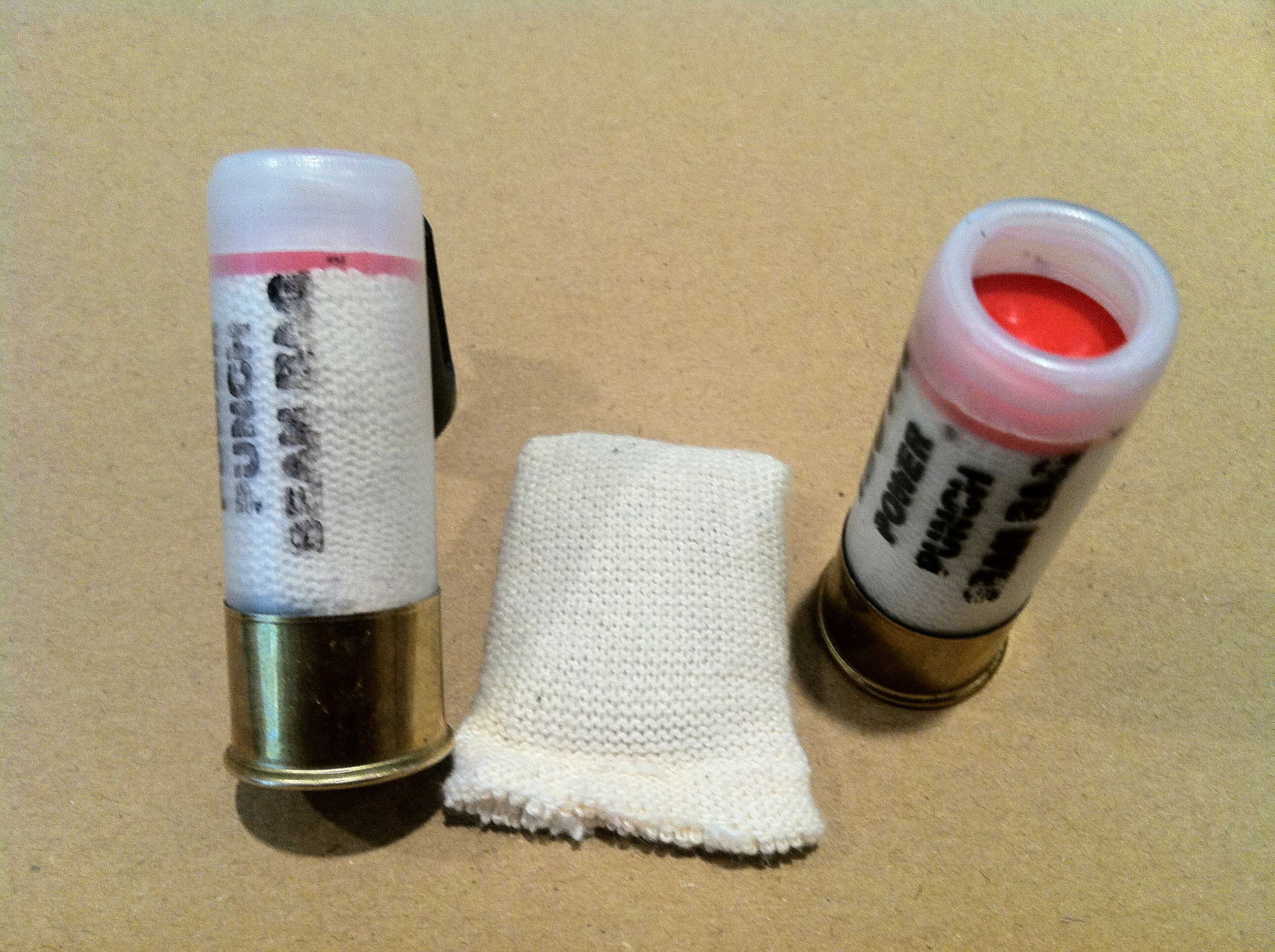
Dos cartuchos enteros, con un proyectil "bean bag" en medio.

Se denomina cartucho bean bag (bolsa de frijoles), a un tipo de munición, empleado por las fuerzas armadas en operaciones antidisturbios, con un efecto menos letal que las balas.

## Descripción
El proyectil que contienen estos cartuchos consiste en una bolsa de kevlar rellena de perdigones de plomo, bolas de acero o arena, con un peso de unos 40 g. Están pensados para ser disparados con una escopeta normal del calibre 12, aunque también pueden ser empleados en fusiles, lanzagranadas o escopetas antidisturbios.
Tras el disparo, la bolsa sale proyectada a una velocidad de unos 80 m/s, expandiéndose en el aire e impactando en el objetivo en una superficie de unos 6 cm².

## Uso

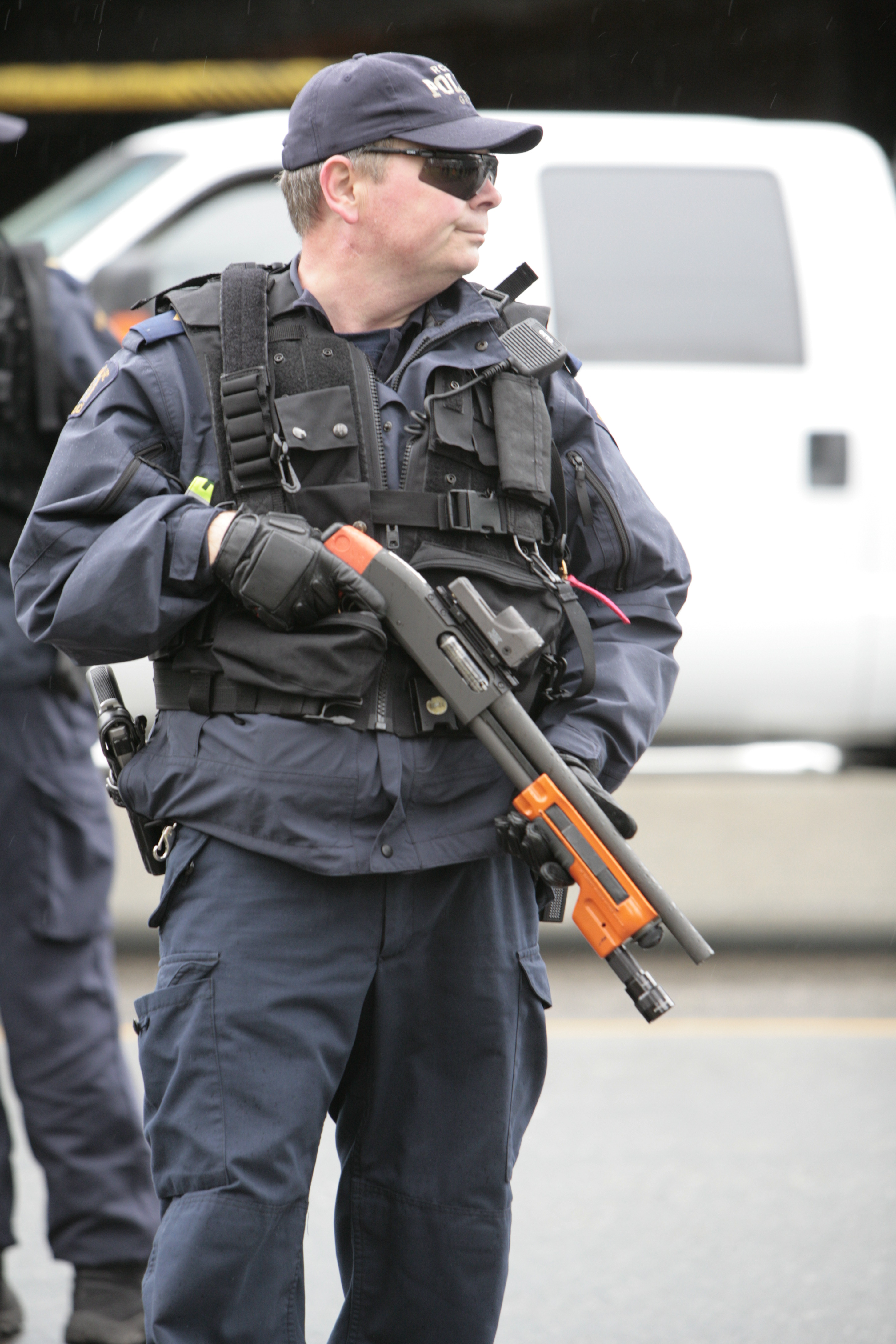
Un agente de la Policía Montada de Canadá en 2010, portando una escopeta de cartuchos bean bag.

Los cartuchos bean bag están diseñados para que golpeen sin introducirse en el cuerpo, poniendo fuera de combate al objetivo. Se emplean para reducir a personas cuando existe riesgo de agresión a terceros, o de autolesión.

## Riesgos
Se han documentado diversas lesiones graves producidas por cartuchos bean bag. Desde que comenzó su uso, en los EE. UU. se ha registrado una media de una muerte anual por este motivo.
- 2013, Park Forest, Illinois: un hombre de 95 años muerto por hemoperitoneo.[5]

- 11 de agosto de 2019, Hong Kong: en una manifestación, una trabajadora de los servicios de emergencia pierde un ojo.[6]

- 23 de noviembre de 2019, Colombia: durante una protesta contra el gobierno, el manifestante Dilan Cruz muere por un impacto craneal.[7]